# Listă de piese de teatru americane
Aceasta este o listă de piese de teatru americane în ordine alfabetică:

## 0-9
- $1200 a Year: A Comedy in Three Acts (1920) de Edna Ferber și Newman Levy
- 8 (2011 ), de Dustin Lance Black

## A
- A-Haunting We Will Go (1981), de Tim Kelly
- A Counterfeit Presentment (1877), de William Dean Howells
- A Delicate Balance (Echilibru instabil, 1966), de Edward Albee
- A Streetcar Named Desire (Un tramvai numit dorință 1947), de Tennessee Williams
- A Memory of Two Mondays (1955), de Arthur Miller
- A View from the Bridge (1955), de Arthur Miller
- After the Fall (După cădere, 1964), de Arthur Miller
- Agnes of God (1979), de John Pielmeier
- The Aliens (2010), de Annie Baker
- All Because of Agatha (1964), de Jonathan Troy
- All My Sons (Toți fiii mei, 1947), de Arthur Miller
- All New People (2011), de Zach Braff
- All the Way (2012), de Robert Schenkkan
- All the Way Home (1960), de Tad Mosel
- The American Clock (1980), de Arthur Miller
- The American Dream (Visul american, 1961), de Edward Albee
- And Still I Rise (1978), de Maya Angelou
- Anna Christie (1921), de Eugene O'Neill
- Anne of the Thousand Days (Anul celor o mie de zile, 1948), de Maxwell Anderson
- And Things That Go Bump in the Night (1964), de Terrence McNally
- Awake and Sing! (1935), de Clifford Odets

## B
- Bad Habits (1974), de Terrence McNally
- Battle of Angels (Bătălia îngerilor, 1940) (rescrisă în 1957 ca Orpheus Descending), de Tennessee Williams
- Black Nativity (1961), de Langston Hughes
- Born Yesterday (1946), de Garson Kanin
- Botticelli (1968), de Terrence McNally
- Bringing It All Back Home (1969), de Terrence McNally
- Broken Glass (1994), de Arthur Miller
- Botticelli (1968), de Terrence McNally
- Bullets Over Broadway (2014), de Woody Allen
- By the Sea, By the Sea, By the Beautiful Sea (1995), de Terrence McNally, Lanford Wilson și Joe Pintauro

## C
- Candles to the Sun (1936), de Tennessee Williams
- The Creation of the World and Other Business (1972), de Arthur Miller
- The Cocktail Party (1949), de T.S. Eliot
- Come on Strong, de Garson Kanin
- The Confidential Clerk (1954), de T.S. Eliot
- The Cop and the Anthem (1973), de Jim Beaver
- Copilul îngropat (Buried Child, 2004) de Sam Shepard
- Corpus Christi (1998), de Terrence McNally
- The Crucible (Vrăjitoarele din Salem, 1953), de Arthur Miller

## D
- Death (1975), de Woody Allen
- Deathtrap (Capcana morții, 1978), de Ira Levin
- Death of a Salesman (Moartea unui comis-voiajor, 1949), de Arthur Miller
- The Death of Bessie Smith (Moartea lui Bessie Smith, 1960), de Edward Albee
- Dedication or The Stuff of Dreams (2005), de Terrence McNally
- Desire Under the Elms (Patima de sub ulmi, 1924), de Eugene O'Neill
- Deuce (2007), de Terrence McNally
- Dinner at Eight (1932), de Edna Ferber și G. S. Kaufman
- Don't Drink the Water (1967), de Woody Allen
- Don't Go Away Mad (1947), de William Saroyan
- Don't You Want to be Free? (1938), de Langston Hughes
- Dracula (1927) – piesă de teatru irlandeză de Hamilton Deane și rescrisă de dramaturgul american John L. Balderston; ecranizată în 1931 și 1979

## E
- Efectul razelor gamma asupra crăițelor (The Effect of Gamma Rays on Man-in-the-Moon Marigolds) de Paul Zindel
- The Egotist (1922), de Ben Hecht
- The Elder Statesman (1958), de T.S. Eliot
- Elmer and Lily (1939), de William Saroyan
- Emma (1976), de Howard Zinn
- The Emperor Jones  (Împăratul Jones, 1920), de Eugene O'Neill
- Emperor of Haiti (1936), de Langston Hughes

## F
- Faith of Our Fathers (Credința părinților noștri, 1950), de Paul Eliot Green
- The Family Reunion (1939), de T.S. Eliot
- The Feast of Ortolans (1937), de Maxwell Anderson
- Fortitude  (1968), de Kurt Vonnegut
- The Fifth Column (1938), de Ernest Hemingway
- Finishing the Picture (2004), de Arthur Miller
- The Floating Light Bulb (1981), de Woody Allen
- The Flying Machine: A One-Act Play for Three Men (1953), de Ray Bradbury
- Frankie and Johnny in the Clair de Lune (1982), de Terrence McNally
- Fugitive Kind (1937), de Tennessee Williams

## G
- God (1975), de Woody Allen
- Gods of the Lightning (Zeii luminii, 1929), de Maxwell Anderson și Harold Hickerson
- The Golden Years (1940), de Arthur Miller
- The Great God Brown (Marele zeu Brown, 1926), de Eugene O'Neill
- The Great Disobedience (1938), de Arthur Miller
- The Grass Still Grows (1938), de Arthur Miller
- Gypsy (1929), de Maxwell Anderson

## H
- The Hairy Ape (Maimuța păroasă, 1922), de Eugene O'Neill
- The Half-Bridge (1943), de Arthur Miller
- Happy Birthday, Wanda June (1960), de Kurt Vonnegut
- Hello Out There (1941), de William Saroyan
- Hidden Agendas (1994), de Terrence McNally
- High Tor (1937), de Maxwell Anderson
- Honors at Dawn (1938), de Arthur Miller

## I
- I Think About You a Great Deal (1986), de Arthur Miller
- In Abraham's Bosom (În sânul lui Avram, 1927), de Paul Eliot Green
- The Iceman Cometh (Vine ghețarul, 1939/1946) de Eugene O'Neill
- Incident at Vichy (1964), de Arthur Miller
- It's Only a Play (1986), de Terrence McNally

## J
- Jerico-Jim Crow (1964), de Langston Hughes
- Jim Dandy (1947), de William Saroyan
- Jurnalul Annei Frank  (1955), de Frances Goodrich și Albert Hackett

## K
- Key Largo (1939), de Maxwell Anderson
- Knickerbocker Holiday (1938), de Maxwell Anderson

## L
- The Last Yankee (1991), de Arthur Miller
- Lips Together, Teeth Apart (1991), de Terrence McNally
- The Lisbon Traviata (1989), de Terrence McNally
- Listen My Children (1939, de Arthur Miller și Norman Rosten
- Little Ham (1936), de Langston Hughes
- The Live Wire, de Garson Kanin
- The Lost Colony (Colonia pierdută, 1937), de Paul Eliot Green
- Love! Valour! Compassion! (1994), de Terrence McNally

## M
- The Maid of Arran (1882), de L. Frank Baum
- The Man Who Had All the Luck (1940), de Arthur Miller
- The Masque of Kings (1936), de Maxwell Anderson
- Mary of Scotland (Maria a Scoției, 1938), de Maxwell Anderson
- Master Class (1995), de Terrence McNally
- The Meadow (1947), de Ray Bradbury
- A Moon for the Misbegotten (Luna dezmoșteniților, 1943) de Eugene O'Neill
- Mourning Becomes Electra (Din jale se întrupează Electra, 1931), de Eugene O'Neill
- Mr Peter’s Connections (1998), de Arthur Miller
- Mule Bone (1931), de Langston Hughes și Zora Neale Hurston
- Murder in the Cathedral (Omor în catedrală, 1935), de T.S. Eliot
- My heart’s in the Highlands (Inima mea este pe înălțimi, 1940), de William Saroyan

## N
- Next (1969), de Terrence McNally
- Night Over Taos (1932), de Maxwell Anderson
- No Villain (1936), de Arthur Miller
- Noon (1968), al doilea segment al Morning, Noon and Night, de Terrence McNally

## O
- The Odd Couple (Un cuplu ciudat, 1965), de Neil Simon
- Once Upon a Single Bound (1974), de Jim Beaver
- Our Mrs. McChesney (1915), de Edna Ferber și George V. Hobart
- Our Town (Orașul nostru, 1913) de Thornton Wilder
- Outside Looking In (1925), de Maxwell Anderson
- The Oyster and the Pearl (Stridia și perla, 1953), de William Saroyan

## P
- The Parsley Garden (1992), de William Saroyan
- Pădurea împietrită  (1935), de Robert E. Sherwood
- Pillar of Fire and Other Plays (1975), de Ray Bradbury
- Play It Again, Sam (1969), de Woody Allen
- Pluto (The God of Hell, 2004) de Sam Shepard
- Prelude and Liebestod (1989), de Terrence McNally
- The Price (Prețul, 1968), de Arthur Miller

## R
- The Rat Race, de Garson Kanin
- Resurrection Blues (2002), de Arthur Miller
- The Ride Down Mt. Morgan (1991), de Arthur Miller
- The Ritz (1975), de Terrence McNally
- The Rock (1934), de T.S. Eliot
- The Royal Family (1927), de Edna Ferber și G. S. Kaufman

## S

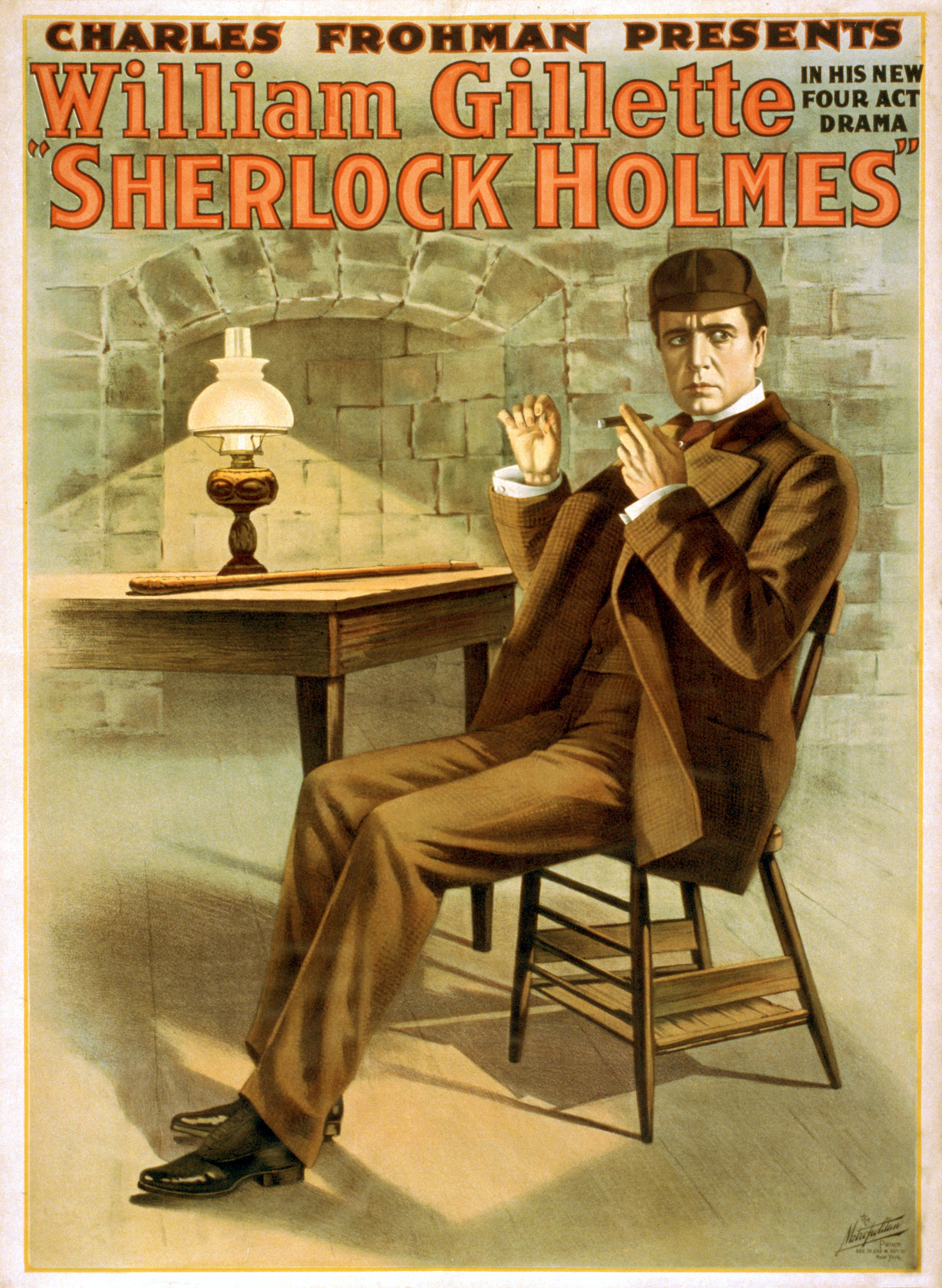
Sherlock Holmes

- Saturday's Children (Copiii de sâmbătă, 1927), de Maxwell Anderson
- Second Overture (1938), de Maxwell Anderson
- Sherlock Holmes (1899) de William Gillette și Arthur Conan Doyle
- Simply Heavenly (1957), de Langston Hughes
- The Slaughter of the Innocents (1952), de William Saroyan
- The Smile of the World, de Garson Kanin
- Some Men (2006), de Terrence McNally
- Something Cloudy, Something Clear  (1981), de Tennessee Williams
- Stage Door (1926), de Edna Ferber și G.S. Kaufman
- The Stendhal Syndrome (2004), de Terrence McNally
- Starstruck (1980), de Elaine Lee
- The Stolen Secret (1954), de William Saroyan
- Subway Circus (1940), de William Saroyan
- Summer and Smoke (1948, rescrisă în 1964 ca The Eccentricities of a Nightingale) -- tradusă în română ca Vară și fum, de Tennessee Williams
- The Sleeping Car (1883), de William Dean Howells
- The Sunshine Boys (Băieții de aur, 1972), de Neil Simon
- The Star-Wagon (1937), de Maxwell Anderson
- Sweeney Agonistes (publicată 1926, jucată 1934), de T.S. Eliot
- Sweet Eros (1968), de Terrence McNally

## T
- Talking to You (1942), de William Saroyan
- Tambourines to Glory (1956), de Langston Hughes
- They Too Arise (1937), de Arthur Miller
- The Time of Your Life (1939), de William Saroyan
- They're Made Out of Meat (povestire din 1991 ulterior adaptată de autor în piesă de teatru), de Terry Bisson
- Troubled Island (1936), de Langston Hughes și William Grant Still
- Two for the Seesaw (1958), de William Gibson

## V
- Valley Forge (1934), de Maxwell Anderson
- Van Zorn,  de Edwin Arlington Robinson
- Vanya and Sonia and Masha and Spike (2012), de Christopher Durang
- The Very First Christmas Morning (1962), de Kurt Vonnegut
- Vizita pe o mică planetă (Visit to a Small Planet) (1957), de Gore Vidal
- Visiting Mr. Green, de Jeff Baron

## W
- Weekend (1968), de Gore Vidal
- What Price Glory (1924), de Maxwell Anderson și Laurence Stallings
- Where Has Tommy Flowers Gone? (1971), de Terrence McNally
- Whiskey (1973), de Terrence McNally
- White Desert (1923), de Maxwell Anderson
- Who's Afraid of Virginia Woolf? (Cui i-e frică de Virginia Woolf?), de Edward Albee
- The Wingless Victory (1936), de Maxwell Anderson
- Winterset (1935), de Maxwell Anderson
- The Wonderful Ice Cream Suit and Other Plays (1972), de Ray Bradbury

## Y
- You're Welcome America (2009)

## Z
- Zero Hour (2006), de Jim Brochu
- Zorro in Hell, de Richard Montoya, Ric Salinas și Herbert Siguenza
- The Zoo Story (Poveste zoologică, 1959), de Edward Albee

## Vezi și
- Listă de dramaturgi americani
- Listă de dramaturgi
- Lista pieselor lui Tennessee Williams
- Neil Simon#Piese de teatru
- Lista pieselor de teatru de Lyman Frank Baum (en)